# Snova v SSSR
Snova v SSSR (rusky: Снова в СССР, česky: Zpátky v SSSR) je sedmé sólové studiové album britského zpěváka a hudebníka Paula McCartneyho. Vydáno bylo v roce 1988 exkluzivně v tehdejším Sovětském svazu. Album sestává výhradně z coververzí známých rock and rollových skladeb 20. století. V roce 1991, po zhroucení SSSR, pak bylo album vydáno celosvětově s přidáním jedné bonusové skladby.

## Seznam skladeb
1. „Kansas City“ – Jerry Leiber / Mike Stoller – 4:02
2. „Twenty Flight Rock“ – Eddie Cochran / Ned Fairchild – 3:03
3. „Lawdy, Miss Clawdy“ – Lloyd Price – 3:17
4. „I'm in Love Again“ (bonusová skladba přidaná do mezinárodní verze 1991) – Fats Domino / Dave Bartholomew – 2:58
5. „Bring It On Home to Me“ – Sam Cooke – 3:14
6. „Lucille“ – Little Richard / Albert Collins – 3:13
7. „Don't Get Around Much Anymore“ – Duke Ellington / Bob Russell – 2:51
8. „I'm Gonna Be a Wheel Someday“ – Fats Domino / Dave Bartholomew / Roy Hayes – 4:12
9. „That's All Right Mama“ – Arthur Crudup – 3:47
10. „Summertime“ – George Gershwin – 4:57
11. „Ain't That a Shame“ – Fats Domino / Dave Bartholomew – 3:43
12. „Crackin' Up“ – Bo Diddley – 3:55
13. „Just Because“ – Bob Shelton / Joe Shelton / Sydney Robin – 3:34
14. „Midnight Special“ – Trad. Arr. Paul McCartney – 3:59

## Obsazení
- Paul McCartney – basová kytara, kytary, zpěv
- Mick Gallagher – klávesy, klavír
- Nick Garvey – basová kytara, vokály
- Mick Green – kytara
- Henry Spinetti – bicí a perkuse
- Chris Whitten – bicí